# Тріґіня
Тріґіня (ест. Triginä), також Тріґінде, Тріїґіня, Тріїґіна, Тріґіна, Тріґіно, Тріїґе, Тяге — село в Естонії, входить до складу волості Меремяе, повіту Вирумаа.